# جبل السفينة (السعودية)
جبل السفينة هو تكوين صخري من الحجر الرملي يشبه السفينة، يقع في شمال غرب المملكة العربية السعودية و يشتهر بوجود نقوش ثمودية وإسلامية قديمة عليه.

## الموقع الجغرافي
يقع جبل السفينة على بُعد 80 كيلومتر غرب مدينة تبوك الواقعة شمال غرب المملكة العربية السعودية، حيث يحتوي الجبل على آثار جيولوجية وتاريخية ويقع في قاع بني مرة في جبال "حسمى" الواقعة في صحراء حِسمى والتي كانت تُمثل محطة على درب التجارة القديم من وإلى الجزيرة العربية، على تقاطع طريق شرقي – غربي، يربط تبوك والساحل الغربي، وطريق شمالي جنوبي يُسمى (درب حِسمى) يربط الحجاز بالشام.
يفسر موقع الجبل الاستراتيجي على طريق القوافل تنوع ووفرة النقوش فيه، حيث وثق المسافرون رحلاتهم وأفكارهم على جوانبه لِيصبح إرثًا تاريخيًّا إنسانيًّا، يزخر بالنقوش الثمودية الممتدة على مدى آلاف السنين.
تعود النقوش فيه إلى 2600 عام مرورًا بالحضارات الإنسانية المتتالية إلى وقتنا الحاضر. يذكر سكان المنطقة أن الجبل كان يُسمى "أبو كتبة" قبل أن يشتهر حديثًا باسم السفينة.

## التسمية
تعود تسمية الجبل بهذا الاسم إلى تكوينه الجيولوجي الذي يشبه السفينة، كما أن ظاهرة السراب والتي تحدث عادة في الصحراء توحي بأنه يطفو على سطح ماء.

## الجيولوجيا
جبل السفينة هو أحد جبال سلسلة "جبال حسمى" والتي تتكون من أحجار رملية تتوسط "صحراء حِسمى"، وتحدها من الغرب سلسلة جبال الحجاز البازلتيه (4:32).

## التاريخ
تعود أهمية موقع الجبل الجغرافية إلى أنه يتوسط قاع بني مرة والذي يقع في تقاطع طريقين تاريخيين، أحدهما يربط تبوك شرقًا بالحجاز غربًا والآخر يُسمى بالدرب الحسمواي من المدينة المنورة إلى الشام، حيث يسلكه المسافر من شمال المدينة المنورة إلى (المروة) ثم إلى (سقيا الجزل) ثم (بدا) ثم (شغب) ثم (الخريطة) بعدها إلى (نقع بني مرة) ويستمر شمالًا إلى (وادي رم ).
ومما يدل على أثرية هذا الطريق ما لاحظه فريق (ليفيينقستون وخان وآخرون) عام 1984 أن توزيع النقوش الثمودية والنبطية والكوفية يتبع خطًّا مستقيمًا من (علقان) شمالًا إلى (نقع بني مرة) جنوبًا.
كما ازدهرت في هذه المنطقة حضارات قديمة مثل: النبطيين والدادانيين واللحيانيين وكانت هناك طرق تجارة أثرية تمتد إلى العصر الحديدي.
زار الموقع المستكشف جون فيلبي بإذن من الملك عبدالعزيز في عام 1950 وكتب عنه حيث قال "بالقرب من آبار نَقْعِ بني مُرٍّ التي لا تعدو كونَها حُفَرَ مياهٍ موسميّة تحفظ كمِيّةً لا يمكن الوثوق بها من المياه، كانت توجد كتلةٌ جميلة المنظر من الصّخر الرّمليّ فيها قوسٌ رائع يغطّي فجوةً كبيرة في طرفها الجنوبيّ، وكانت تبدو مكانًا مثاليًّا لنصب خيامنا فيه … وقد كانت جدران الكهف مغطَّاةً بغزارة بما دوَّنَهُ الضّيوفُ الّذين تمتّعوا به من ذكريات على مدى ألفَيْ عامٍ قَبْلِي".
زار جون فيلبي مرة أخرى الموقع في الشتاء في عام 1953 وذكر في كتاب أرض مدين "خلال النّهار بدأت الرّيح تهبّ علينا ببرودة قاسية، كان جسدي يشتكي من برد الرّيح الثّلجيّة" ولم تكن أصابعي تَقوى على إمساك القلم إلّا بصعوبة بالغة. لقد كانت النصوص العربية وغيرها من النصوص مثل النبطية منحوتة على جوانب الصخرة. كما ذكر جون فلبي أيضًا "إن هضبة حِسمى مكتبة هائلة ومعرضًا للصور في أدب وفن العرب القدماء".

## اللغة والأدب
تغنى الشعراء قديمًا بصحراء حِسمى في أبيات شعرية منها:
قول جميل بثينة:
ألا قد أرى إلا بثينة ترتجى ... بوادي بدا، فلا بحسمى ولا شغبِ
ولا ببراق قد تيمّمت، فاعترف ... لما أنت لاقٍ أو تنكّب عن الرَّكبِ
وذكر كثير عزة الخزاعي واصفًا مسيرة من الحجاز إلى دمشق:
سيأتي أميرَ المؤمنينَ ودونَهُ
جماهيرُ حسمى: قورُها وحزونُها
تُجاوِبُ أصْدَائي بِكُلِّ قَصيدةٍ
من الشعر مُهْدَاة ٍ لمن لا يُهينها

## العبارات والنقوش
تكثر النقوش الأثرية الموجودة على جبل السفينة وأقدمها النقوش الثمودية التي تعود لأكثر من 2600 عام، كذلك نقوش مكتوبة بالخط الكوفي الأول بدون تنقيط حيث يعود إلى القرن الأول للهجرة. إضافة إلى ذلك، تم اكتشاف نقوش عربية قديمة تُعرف باللهجة الحسمائية وهي لهجة عربية تُشبه اللهجة النبطية وتتميز بأنها أول كتابة عربية ترتبط فيها الحروف ببعضها مثل الخط الكوفي، ويُشبه الخط الحسمائي والحرف الصفائي.
توجد على جوانب جبل السفينة العشرات من النقوش الأثرية الإسلامية (الثمودية) منها:
نقش المغيرة بن عبدالرحمن بن ذئب وهو تابعيٌ من أهل المدينة عاش في نهاية القرن الأول الهجري، حيث نقش العبارة الآتية:
"اللهم يا رب السموات والأرض إله كل شي، أعطي المغيرة بن عبدالرحمن بن أبي ذئب ما سألك يوم القيامة وتقبّل منه يوم تقوم الأشهاد" 

وغيرها من النقوش:

نقوش على جبل السفينة (تصوير:تركي المسعودي)
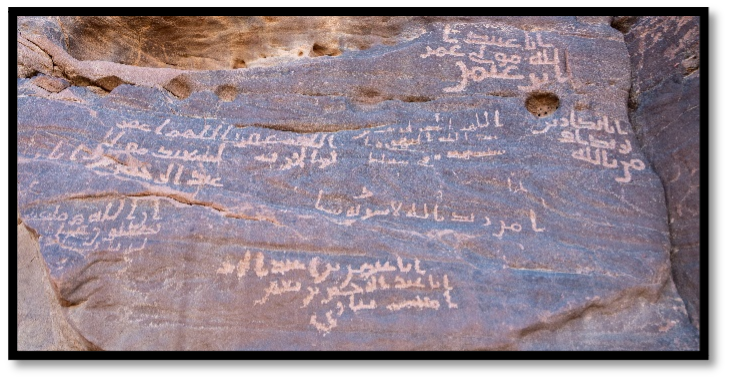
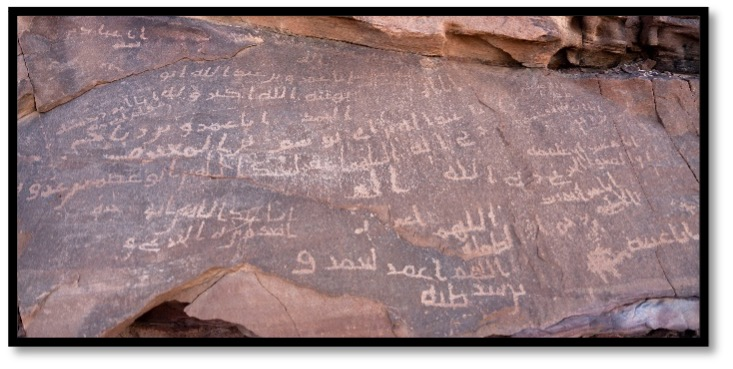
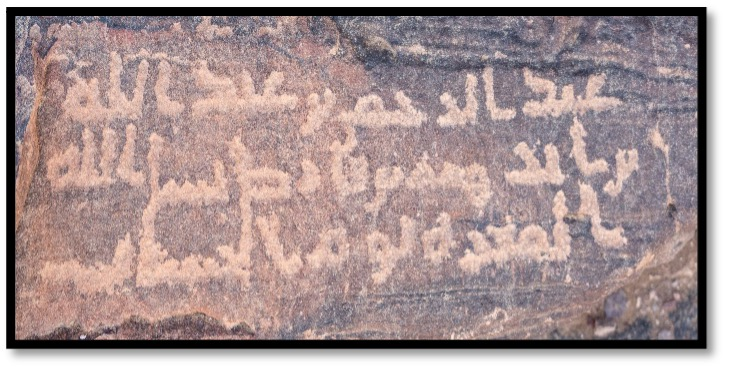
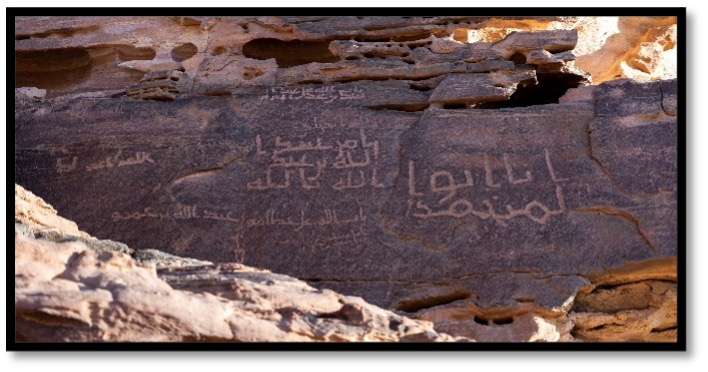
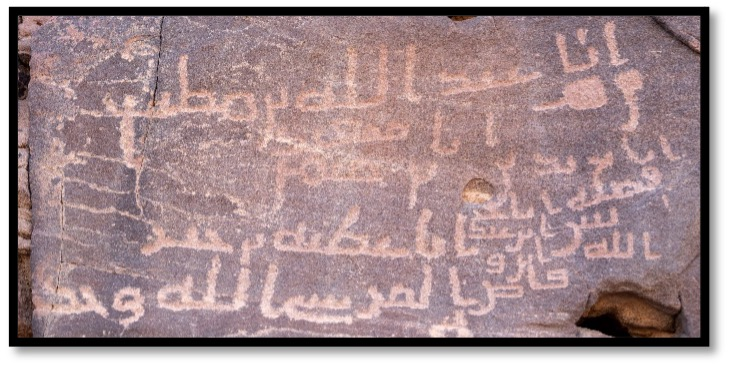
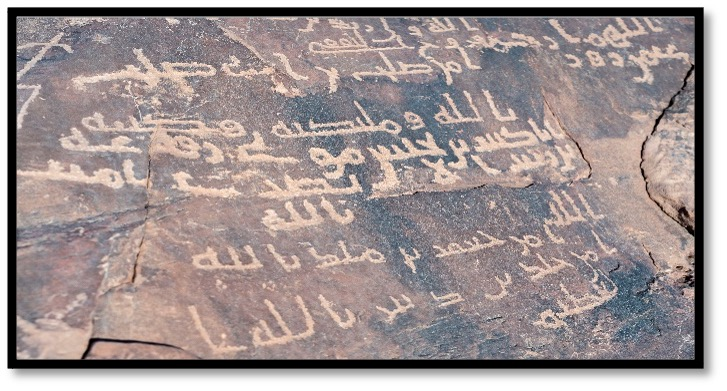
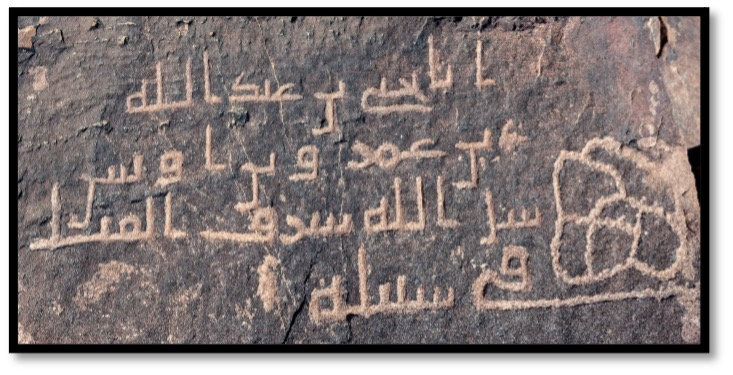
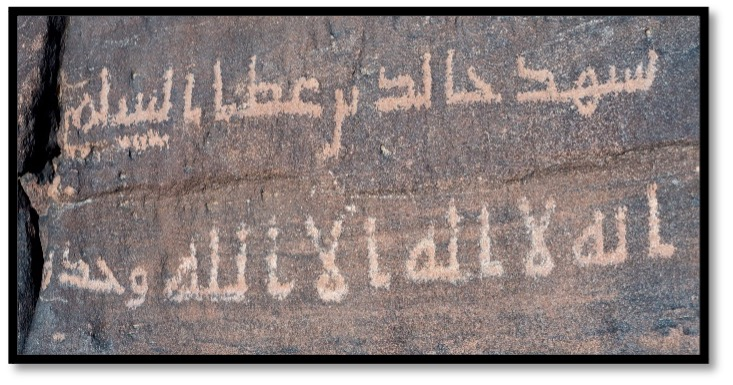
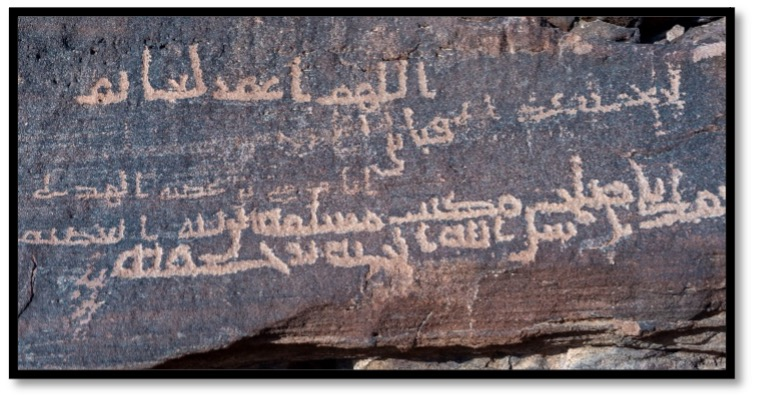
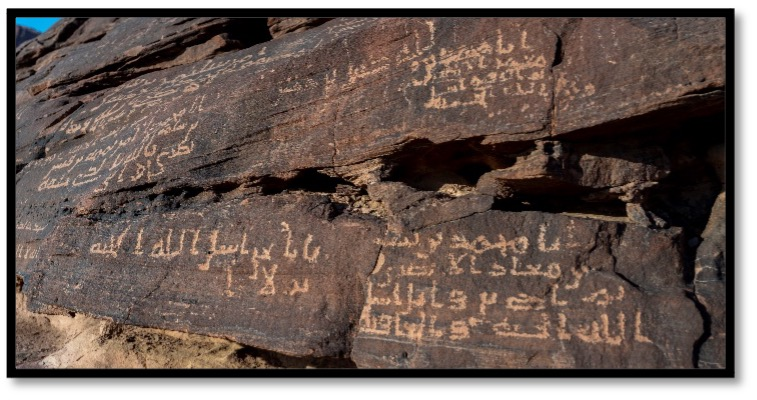
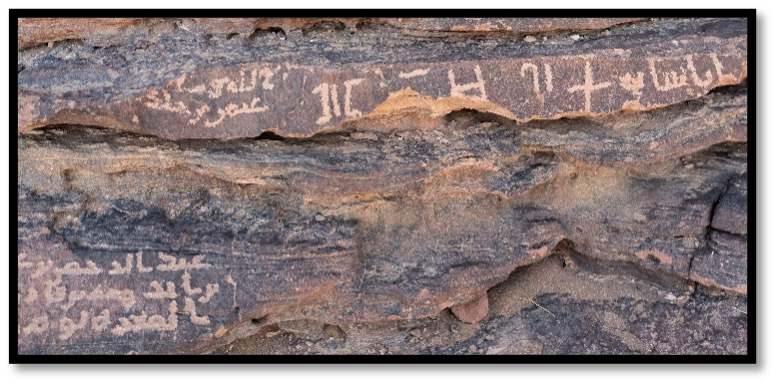
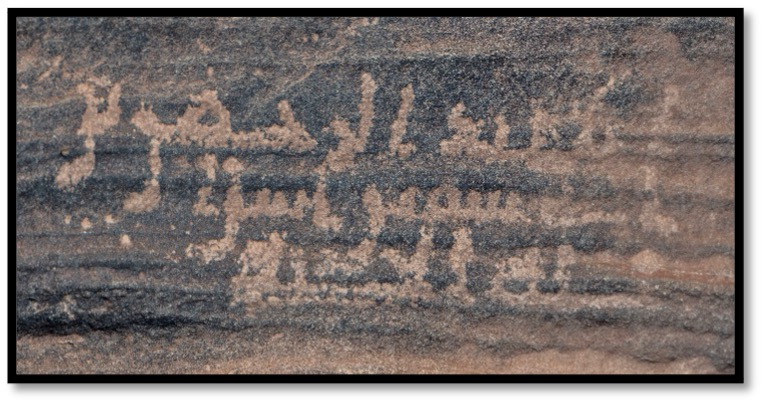
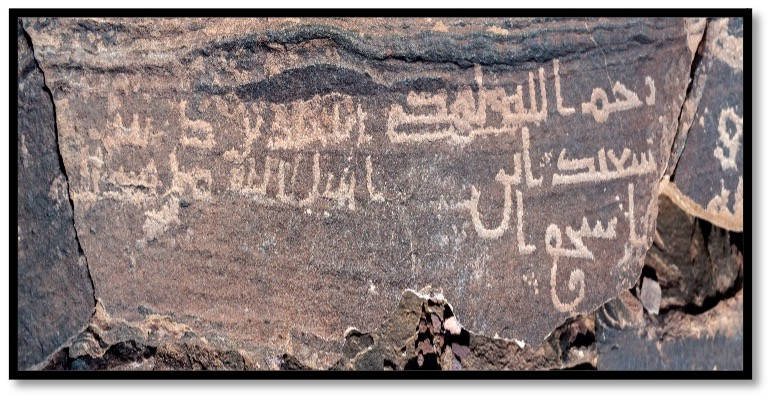
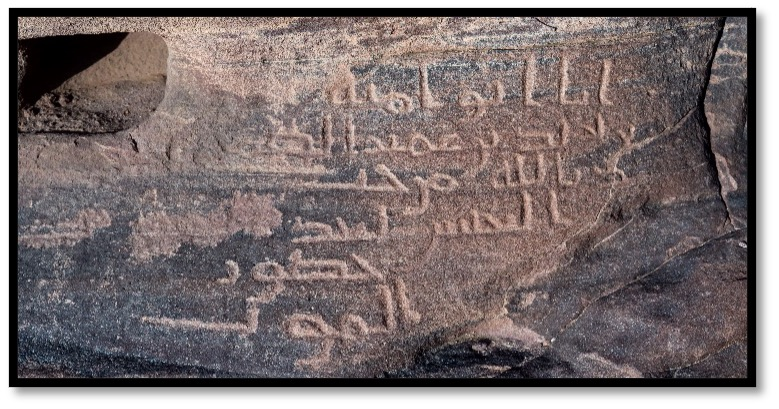

## معرض الصور

صور لجبل السفينة. تصوير: تركي المسعودي
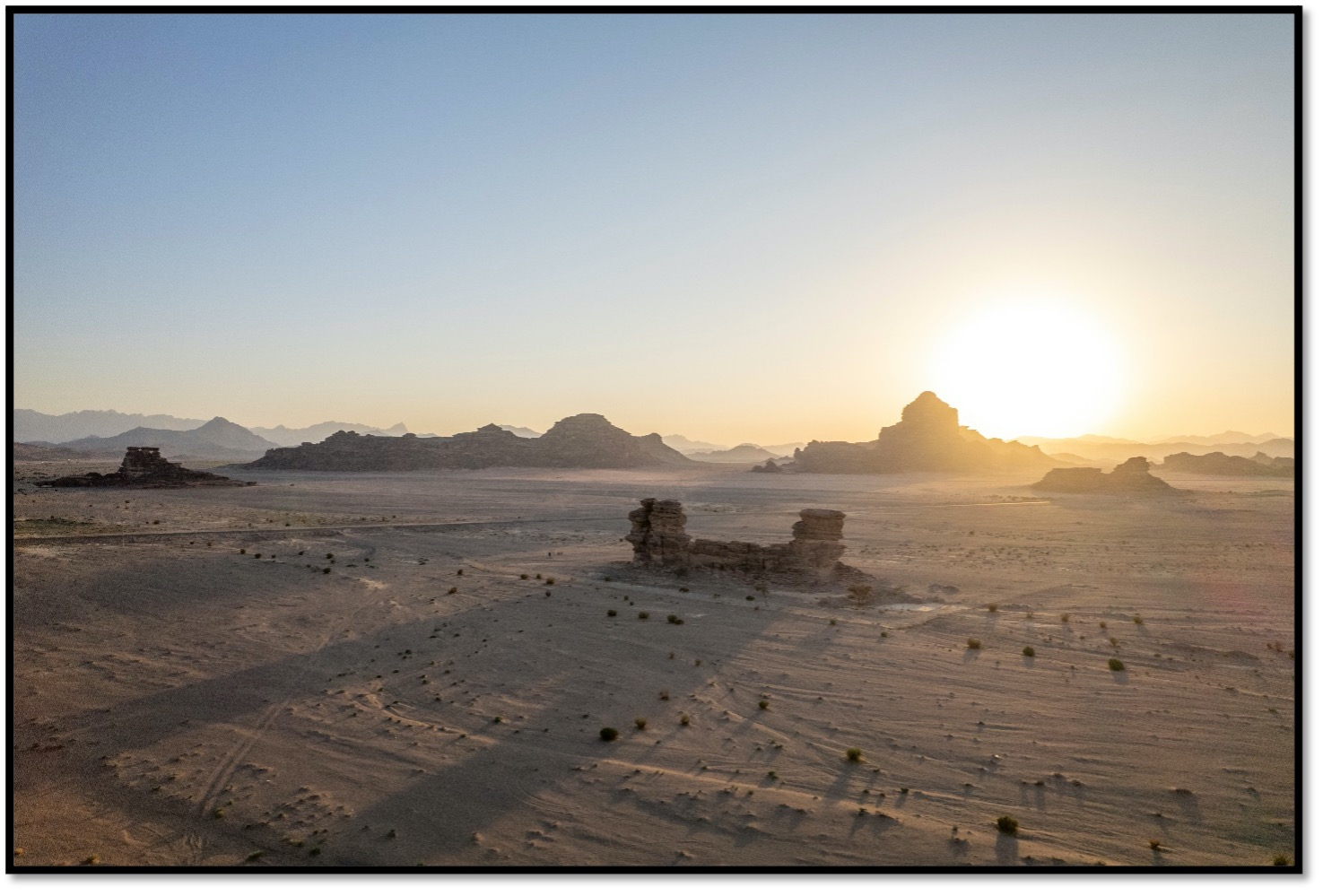
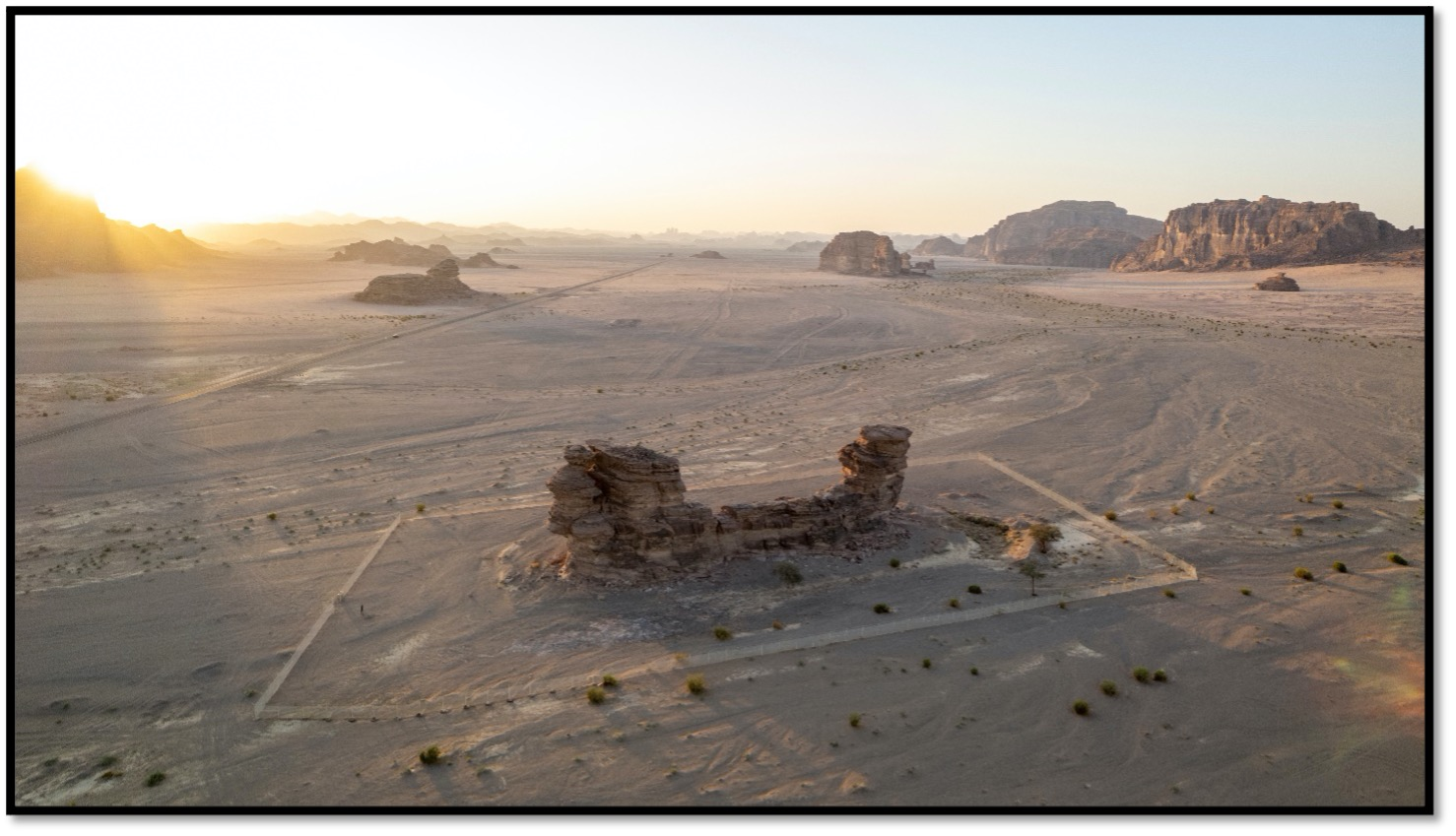
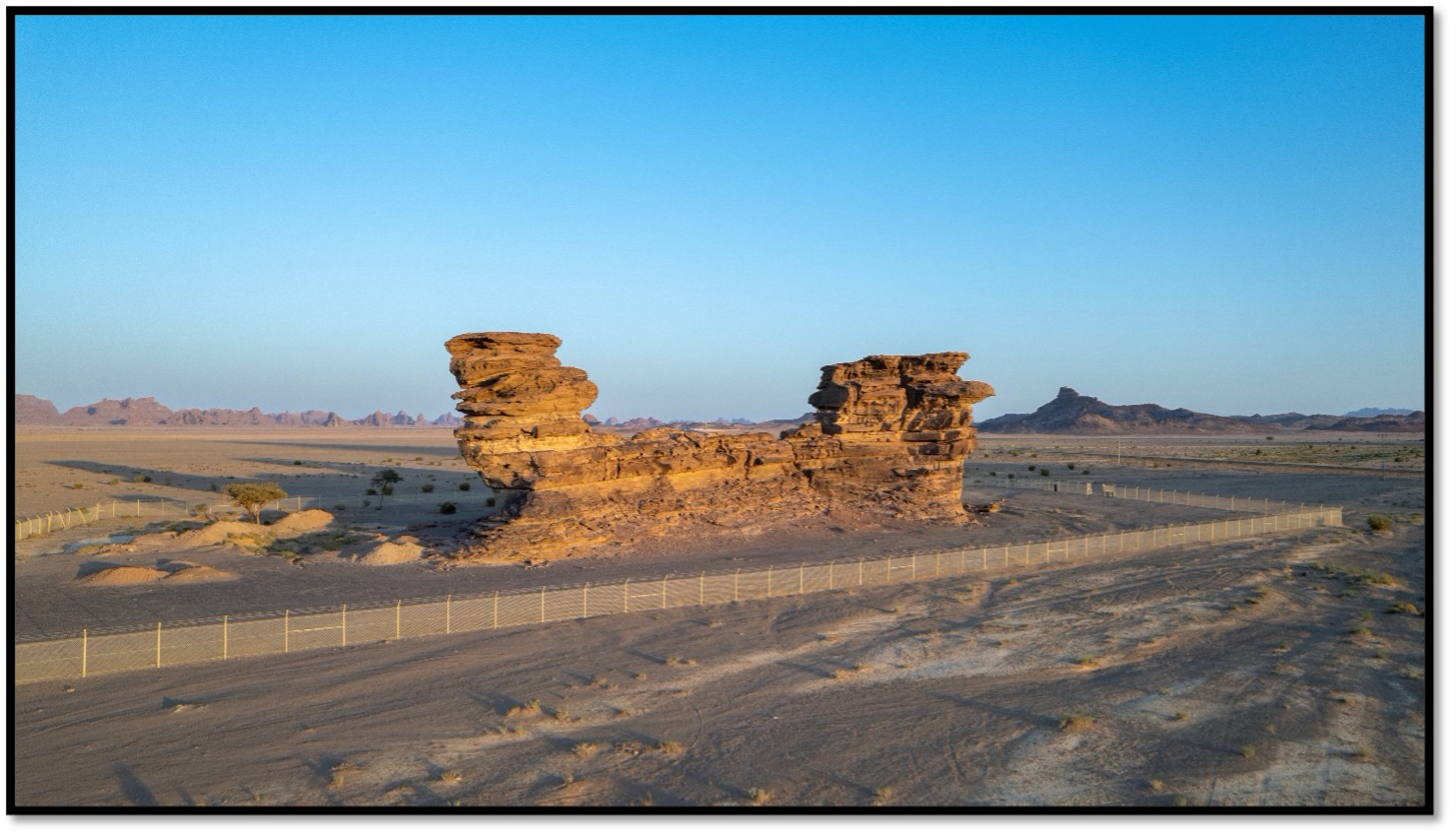

## وصلات خارجية
- قاع بني مره
- النقوش الثمودية بالسعودية
- جبال حسمى